# Джонсборо (Іллінойс)
Джонсборо (англ. Jonesboro) — місто (англ. city) в США, в окрузі Юніон штату Іллінойс. Населення — 1711 особа (2020).

## Географія
Джонсборо розташоване за координатами 37°27′3″ пн. ш. 89°16′1″ зх. д. / 37.45083° пн. ш. 89.26694° зх. д. (37.450958, -89.266900).  За даними Бюро перепису населення США в 2010 році місто мало площу 7,01 км², з яких 6,99 км² — суходіл та 0,01 км² — водойми.

## Демографія
Згідно з переписом 2010 року, у місті мешкала 1821 особа в 742 домогосподарствах у складі 501 родини. Густота населення становила 260 осіб/км².  Було 816 помешкань (116/км²).
Расовий склад населення:
| - 96,2 % — білих - 0,6 % — чорних або афроамериканців - 0,5 % — азіатів - 0,1 % — корінних американців |

До двох чи більше рас належало 1,9 %. Частка іспаномовних становила 2,5 % від усіх жителів.
За віковим діапазоном населення розподілялося таким чином: 24,1 % — особи молодші 18 років, 60,2 % — особи у віці 18—64 років, 15,7 % — особи у віці 65 років та старші. Медіана віку мешканця становила 39,7 року. На 100 осіб жіночої статі у місті припадало 91,5 чоловіків;  на 100 жінок у віці від 18 років та старших — 88,0 чоловіків також старших 18 років.
Середній дохід на одне домашнє господарство  становив 51 943 долари США (медіана — 43 958), а середній дохід на одну сім'ю — 60 554 долари (медіана — 51 917). Медіана доходів становила 45 179 доларів для чоловіків та 34 313 долари для жінок. За межею бідності перебувало 18,4 % осіб, у тому числі 23,2 % дітей у віці до 18 років та 17,1 % осіб у віці 65 років та старших.
Цивільне працевлаштоване населення становило 868 осіб. Основні галузі зайнятості: освіта, охорона здоров'я та соціальна допомога — 36,2 %, роздрібна торгівля — 11,8 %, будівництво — 9,7 %, мистецтво, розваги та відпочинок — 8,2 %.